# Tour de Grande-Bretagne 2019

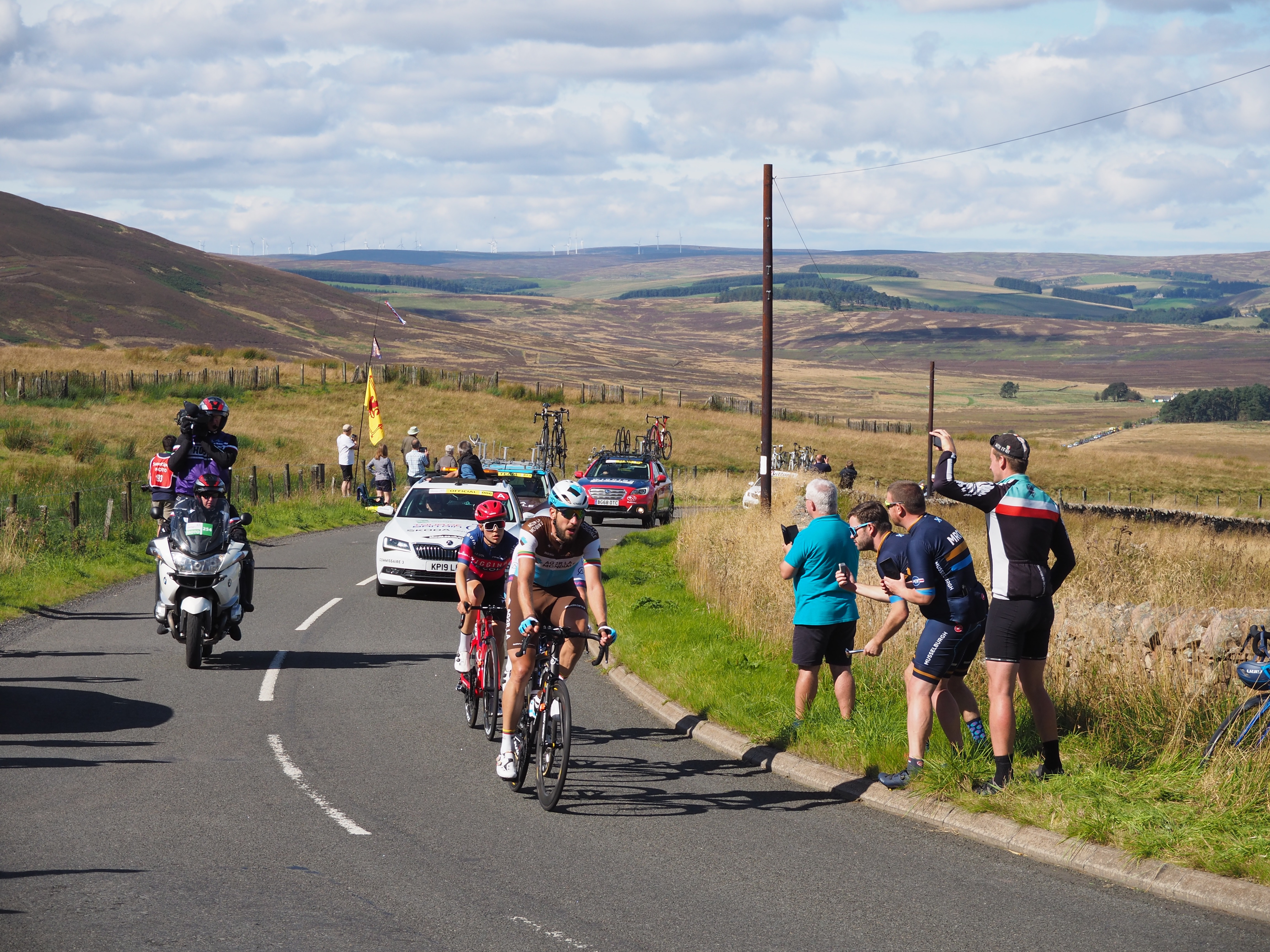
Échappée du Tour de Grande Bretagne 2019 à Hardens Hills près de Duns. Photographie de Jennifer Pétrie prise le 08/09/2009

Le Tour de Grande-Bretagne 2019 (officiellement : OVO Energy Tour of Britain) est la 80e édition de cette course cycliste par étapes masculine. Il a lieu en Grande-Bretagne du 7 au 14 septembre 2019. Il se déroule entre Glasgow et Manchester et fait partie du calendrier UCI Europe Tour 2019 en catégorie 2.HC.

## Présentation

### Parcours
Le Tour de Grande-Bretagne est tracé sur huit étapes, dont un contre-la-montre individuel.

### Équipes
20 équipes participent à ce Tour de Grande-Bretagne - 10 UCI WorldTeams, 5 équipes continentales professionnelles et 4 équipes continentales et une sélection nationale :
| WorldTeams (10)- AG2R La Mondiale - Movistar Team - Team Jumbo-Visma - Mitchelton-Scott - Katusha-Alpecin - Ineos - Dimension Data - EF Education First - Lotto Soudal - Team Sunweb Équipes continentales professionnelles (5)- Wanty-Groupe Gobert - Corendon-Circus - Israel Cycling Academy - Sport Vlaanderen-Baloise - Riwal Readynez Équipes continentales (4)- Canyon DHB p/b Bloor Homes - Madison Genesis - SwiftCarbon Pro Cycling - Team Wiggins Le Col Équipe nationale- Grande-Bretagne |
| |

## Étapes
| Étape     | Date     | Villes étapes                            | type                        | Distance (km) | Vainqueur d'étape    | Leader du classement général |
| --------- | -------- | ---------------------------------------- | --------------------------- | ------------- | -------------------- | ---------------------------- |
| 1re étape | 7 sept.  | Glasgow – Kirkcudbright                  | étape vallonnée             | 201,5         | Dylan Groenewegen    | Dylan Groenewegen            |
| 2e étape  | 8 sept.  | Kelso – Kelso                            | étape de plaine             | 165,9         | Matteo Trentin       | Matteo Trentin               |
| 3e étape  | 9 sept.  | Berwick-upon-Tweed – Newcastle upon Tyne | étape de plaine             | 183,2         | Dylan Groenewegen    | Matteo Trentin               |
| 4e étape  | 10 sept. | Gateshead – Kendal                       | étape de moyenne montagne   | 173,2         | Mathieu van der Poel | Mathieu van der Poel         |
| 5e étape  | 11 sept. | Birkenhead – Birkenhead                  | étape de plaine             | 174,1         | Dylan Groenewegen    | Matteo Trentin               |
| 6e étape  | 12 sept. | Pershore – Pershore                      | contre-la-montre individuel | 14,4          | Edoardo Affini       | Mathieu van der Poel         |
| 7e étape  | 13 sept. | Warwick – Warwick                        | étape de plaine             | 188,7         | Mathieu van der Poel | Mathieu van der Poel         |
| 8e étape  | 14 sept. | Altrincham – Manchester                  | étape vallonnée             | 166           | Mathieu van der Poel | Mathieu van der Poel         |

## Déroulement de la course

### 1reétape
| \| Classement de l'étape \| Classement de l'étape \| Classement de l'étape \| Classement de l'étape \| Classement de l'étape \| \| Coureur \| Coureur \| Pays \| Équipe \| Temps \| \| --------------------- \| --------------------- \| --------------------- \| ---------------------- \| --------------------- \| \| 1er \| Dylan Groenewegen \| Pays-Bas \| Team Jumbo-Visma \| 4 h 39 min 49 s \| \| 2e \| Davide Cimolai \| Italie \| Israel Cycling Academy \| + 0 s \| \| 3e \| Matteo Trentin \| Italie \| Mitchelton-Scott \| + 0 s \| |                   |          |                        |                 |
| |                   |          |                        |                 |
| Source : ProCyclingStats |                   |          |                        |                 |
| Classement de l'étape |                   |          |                        |                 |
| Coureur | Coureur           | Pays     | Équipe                 | Temps           |
| 1er | Dylan Groenewegen | Pays-Bas | Team Jumbo-Visma       | 4 h 39 min 49 s |
| 2e | Davide Cimolai    | Italie   | Israel Cycling Academy | + 0 s           |
| 3e | Matteo Trentin    | Italie   | Mitchelton-Scott       | + 0 s           |

| \| Classement général \| Classement général \| Classement général \| Classement général \| Classement général \| \| Coureur \| Coureur \| Pays \| Équipe \| Temps \| \| ------------------ \| ------------------ \| ------------------ \| -------------------------- \| ------------------ \| \| 1er \| Dylan Groenewegen \| Pays-Bas \| Team Jumbo-Visma \| 4 h 39 min 39 s \| \| 2e \| Rory Townsend \| Irlande \| Canyon DHB p/b Bloor Homes \| + 3 s \| \| 3e \| Davide Cimolai \| Italie \| Israel Cycling Academy \| + 4 s \| |                   |          |                            |                 |
| |                   |          |                            |                 |
| Source : ProCyclingStats |                   |          |                            |                 |
| Classement général |                   |          |                            |                 |
| Coureur | Coureur           | Pays     | Équipe                     | Temps           |
| 1er | Dylan Groenewegen | Pays-Bas | Team Jumbo-Visma           | 4 h 39 min 39 s |
| 2e | Rory Townsend     | Irlande  | Canyon DHB p/b Bloor Homes | + 3 s           |
| 3e | Davide Cimolai    | Italie   | Israel Cycling Academy     | + 4 s           |

### 2eétape
| \| Classement de l'étape \| Classement de l'étape \| Classement de l'étape \| Classement de l'étape \| Classement de l'étape \| \| Coureur \| Coureur \| Pays \| Équipe \| Temps \| \| --------------------- \| --------------------- \| --------------------- \| --------------------- \| --------------------- \| \| 1er \| Matteo Trentin \| Italie \| Mitchelton-Scott \| 3 h 55 min 53 s \| \| 2e \| Jasper De Buyst \| Belgique \| Lotto-Soudal \| + 0 s \| \| 3e \| Mike Teunissen \| Pays-Bas \| Team Jumbo-Visma \| + 0 s \| |                 |          |                  |                 |
| |                 |          |                  |                 |
| Source : ProCyclingStats |                 |          |                  |                 |
| Classement de l'étape |                 |          |                  |                 |
| Coureur | Coureur         | Pays     | Équipe           | Temps           |
| 1er | Matteo Trentin  | Italie   | Mitchelton-Scott | 3 h 55 min 53 s |
| 2e | Jasper De Buyst | Belgique | Lotto-Soudal     | + 0 s           |
| 3e | Mike Teunissen  | Pays-Bas | Team Jumbo-Visma | + 0 s           |

| \| Classement général \| Classement général \| Classement général \| Classement général \| Classement général \| \| Coureur \| Coureur \| Pays \| Équipe \| Temps \| \| ------------------ \| ------------------ \| ------------------ \| ---------------------- \| ------------------ \| \| 1er \| Matteo Trentin \| Italie \| Mitchelton-Scott \| 8 h 35 min 25 s \| \| 2e \| Davide Cimolai \| Italie \| Israel Cycling Academy \| + 11 s \| \| 3e \| Jasper De Buyst \| Belgique \| Lotto-Soudal \| + 11 s \| |                 |          |                        |                 |
| |                 |          |                        |                 |
| Source : ProCyclingStats |                 |          |                        |                 |
| Classement général |                 |          |                        |                 |
| Coureur | Coureur         | Pays     | Équipe                 | Temps           |
| 1er | Matteo Trentin  | Italie   | Mitchelton-Scott       | 8 h 35 min 25 s |
| 2e | Davide Cimolai  | Italie   | Israel Cycling Academy | + 11 s          |
| 3e | Jasper De Buyst | Belgique | Lotto-Soudal           | + 11 s          |

### 3eétape
| \| Classement de l'étape \| Classement de l'étape \| Classement de l'étape \| Classement de l'étape \| Classement de l'étape \| \| Coureur \| Coureur \| Pays \| Équipe \| Temps \| \| --------------------- \| --------------------- \| --------------------- \| ---------------------- \| --------------------- \| \| 1er \| Dylan Groenewegen \| Pays-Bas \| Team Jumbo-Visma \| 4 h 37 min 53 s \| \| 2e \| Mathieu van der Poel \| Pays-Bas \| Corendon-Circus \| + 0 s \| \| 3e \| Davide Cimolai \| Italie \| Israel Cycling Academy \| + 0 s \| |                      |          |                        |                 |
| |                      |          |                        |                 |
| Source : ProCyclingStats |                      |          |                        |                 |
| Classement de l'étape |                      |          |                        |                 |
| Coureur | Coureur              | Pays     | Équipe                 | Temps           |
| 1er | Dylan Groenewegen    | Pays-Bas | Team Jumbo-Visma       | 4 h 37 min 53 s |
| 2e | Mathieu van der Poel | Pays-Bas | Corendon-Circus        | + 0 s           |
| 3e | Davide Cimolai       | Italie   | Israel Cycling Academy | + 0 s           |

| \| Classement général \| Classement général \| Classement général \| Classement général \| Classement général \| \| Coureur \| Coureur \| Pays \| Équipe \| Temps \| \| ------------------ \| -------------------- \| ------------------ \| ---------------------- \| ------------------ \| \| 1er \| Matteo Trentin \| Italie \| Mitchelton-Scott \| 13 h 13 min 18 s \| \| 2e \| Davide Cimolai \| Italie \| Israel Cycling Academy \| + 7 s \| \| 3e \| Mathieu van der Poel \| Pays-Bas \| Corendon-Circus \| + 11 s \| |                      |          |                        |                  |
| |                      |          |                        |                  |
| Source : ProCyclingStats |                      |          |                        |                  |
| Classement général |                      |          |                        |                  |
| Coureur | Coureur              | Pays     | Équipe                 | Temps            |
| 1er | Matteo Trentin       | Italie   | Mitchelton-Scott       | 13 h 13 min 18 s |
| 2e | Davide Cimolai       | Italie   | Israel Cycling Academy | + 7 s            |
| 3e | Mathieu van der Poel | Pays-Bas | Corendon-Circus        | + 11 s           |

### 4eétape
| \| Classement de l'étape \| Classement de l'étape \| Classement de l'étape \| Classement de l'étape \| Classement de l'étape \| \| Coureur \| Coureur \| Pays \| Équipe \| Temps \| \| --------------------- \| --------------------- \| --------------------- \| --------------------- \| --------------------- \| \| 1er \| Mathieu van der Poel \| Pays-Bas \| Corendon-Circus \| 4 h 23 min 08 s \| \| 2e \| Jasper De Buyst \| Belgique \| Lotto-Soudal \| + 3 s \| \| 3e \| Simon Clarke \| Australie \| EF Education First \| + 3 s \| |                      |           |                    |                 |
| |                      |           |                    |                 |
| Source : ProCyclingStats |                      |           |                    |                 |
| Classement de l'étape |                      |           |                    |                 |
| Coureur | Coureur              | Pays      | Équipe             | Temps           |
| 1er | Mathieu van der Poel | Pays-Bas  | Corendon-Circus    | 4 h 23 min 08 s |
| 2e | Jasper De Buyst      | Belgique  | Lotto-Soudal       | + 3 s           |
| 3e | Simon Clarke         | Australie | EF Education First | + 3 s           |

| \| Classement général \| Classement général \| Classement général \| Classement général \| Classement général \| \| Coureur \| Coureur \| Pays \| Équipe \| Temps \| \| ------------------ \| -------------------- \| ------------------ \| ------------------ \| ------------------ \| \| 1er \| Mathieu van der Poel \| Pays-Bas \| Corendon-Circus \| 17 h 36 min 27 s \| \| 2e \| Matteo Trentin \| Italie \| Mitchelton-Scott \| + 1 s \| \| 3e \| Jasper De Buyst \| Belgique \| Lotto-Soudal \| + 7 s \| |                      |          |                  |                  |
| |                      |          |                  |                  |
| Source : ProCyclingStats |                      |          |                  |                  |
| Classement général |                      |          |                  |                  |
| Coureur | Coureur              | Pays     | Équipe           | Temps            |
| 1er | Mathieu van der Poel | Pays-Bas | Corendon-Circus  | 17 h 36 min 27 s |
| 2e | Matteo Trentin       | Italie   | Mitchelton-Scott | + 1 s            |
| 3e | Jasper De Buyst      | Belgique | Lotto-Soudal     | + 7 s            |

### 5eétape
| \| Classement de l'étape \| Classement de l'étape \| Classement de l'étape \| Classement de l'étape \| Classement de l'étape \| \| Coureur \| Coureur \| Pays \| Équipe \| Temps \| \| --------------------- \| --------------------- \| --------------------- \| --------------------- \| --------------------- \| \| 1er \| Dylan Groenewegen \| Pays-Bas \| Team Jumbo-Visma \| 3 h 57 min 31 s \| \| 2e \| Matthew Walls \| Royaume-Uni \| Grande-Bretagne \| + 0 s \| \| 3e \| Matteo Trentin \| Italie \| Mitchelton-Scott \| + 0 s \| |                   |             |                  |                 |
| |                   |             |                  |                 |
| Source : ProCyclingStats |                   |             |                  |                 |
| Classement de l'étape |                   |             |                  |                 |
| Coureur | Coureur           | Pays        | Équipe           | Temps           |
| 1er | Dylan Groenewegen | Pays-Bas    | Team Jumbo-Visma | 3 h 57 min 31 s |
| 2e | Matthew Walls     | Royaume-Uni | Grande-Bretagne  | + 0 s           |
| 3e | Matteo Trentin    | Italie      | Mitchelton-Scott | + 0 s           |

| \| Classement général \| Classement général \| Classement général \| Classement général \| Classement général \| \| Coureur \| Coureur \| Pays \| Équipe \| Temps \| \| ------------------ \| -------------------- \| ------------------ \| ------------------ \| ------------------ \| \| 1er \| Matteo Trentin \| Italie \| Mitchelton-Scott \| 21 h 33 min 55 s \| \| 2e \| Mathieu van der Poel \| Pays-Bas \| Corendon-Circus \| + 3 s \| \| 3e \| Jasper De Buyst \| Belgique \| Lotto-Soudal \| + 10 s \| |                      |          |                  |                  |
| |                      |          |                  |                  |
| Source : ProCyclingStats |                      |          |                  |                  |
| Classement général |                      |          |                  |                  |
| Coureur | Coureur              | Pays     | Équipe           | Temps            |
| 1er | Matteo Trentin       | Italie   | Mitchelton-Scott | 21 h 33 min 55 s |
| 2e | Mathieu van der Poel | Pays-Bas | Corendon-Circus  | + 3 s            |
| 3e | Jasper De Buyst      | Belgique | Lotto-Soudal     | + 10 s           |

### 6eétape
| \| Classement de l'étape \| Classement de l'étape \| Classement de l'étape \| Classement de l'étape \| Classement de l'étape \| \| Coureur \| Coureur \| Pays \| Équipe \| Temps \| \| --------------------- \| --------------------- \| --------------------- \| --------------------- \| --------------------- \| \| 1er \| Edoardo Affini \| Italie \| Mitchelton-Scott \| 16 min 39 s \| \| 2e \| Sebastian Langeveld \| Pays-Bas \| EF Education First \| + 7 s \| \| 3e \| Dylan van Baarle \| Pays-Bas \| Team Ineos \| + 7 s \| |                     |          |                    |             |
| |                     |          |                    |             |
| Source : ProCyclingStats |                     |          |                    |             |
| Classement de l'étape |                     |          |                    |             |
| Coureur | Coureur             | Pays     | Équipe             | Temps       |
| 1er | Edoardo Affini      | Italie   | Mitchelton-Scott   | 16 min 39 s |
| 2e | Sebastian Langeveld | Pays-Bas | EF Education First | + 7 s       |
| 3e | Dylan van Baarle    | Pays-Bas | Team Ineos         | + 7 s       |

| \| Classement général \| Classement général \| Classement général \| Classement général \| Classement général \| \| Coureur \| Coureur \| Pays \| Équipe \| Temps \| \| ------------------ \| -------------------- \| ------------------ \| ------------------ \| ------------------ \| \| 1er \| Mathieu van der Poel \| Pays-Bas \| Corendon-Circus \| 21 h 50 min 49 s \| \| 2e \| Matteo Trentin \| Italie \| Mitchelton-Scott \| + 6 s \| \| 3e \| Pavel Sivakov \| Russie \| Team Ineos \| + 24 s \| |                      |          |                  |                  |
| |                      |          |                  |                  |
| Source : ProCyclingStats |                      |          |                  |                  |
| Classement général |                      |          |                  |                  |
| Coureur | Coureur              | Pays     | Équipe           | Temps            |
| 1er | Mathieu van der Poel | Pays-Bas | Corendon-Circus  | 21 h 50 min 49 s |
| 2e | Matteo Trentin       | Italie   | Mitchelton-Scott | + 6 s            |
| 3e | Pavel Sivakov        | Russie   | Team Ineos       | + 24 s           |

### 7eétape
| \| Classement de l'étape \| Classement de l'étape \| Classement de l'étape \| Classement de l'étape \| Classement de l'étape \| \| Coureur \| Coureur \| Pays \| Équipe \| Temps \| \| --------------------- \| --------------------- \| --------------------- \| --------------------- \| --------------------- \| \| 1er \| Mathieu van der Poel \| Pays-Bas \| Corendon-Circus \| 4 h 07 min 49 s \| \| 2e \| Matteo Trentin \| Italie \| Mitchelton-Scott \| + 1 s \| \| 3e \| Simon Clarke \| Australie \| EF Education First \| + 3 s \| |                      |           |                    |                 |
| |                      |           |                    |                 |
| Source : ProCyclingStats |                      |           |                    |                 |
| Classement de l'étape |                      |           |                    |                 |
| Coureur | Coureur              | Pays      | Équipe             | Temps           |
| 1er | Mathieu van der Poel | Pays-Bas  | Corendon-Circus    | 4 h 07 min 49 s |
| 2e | Matteo Trentin       | Italie    | Mitchelton-Scott   | + 1 s           |
| 3e | Simon Clarke         | Australie | EF Education First | + 3 s           |

| \| Classement général \| Classement général \| Classement général \| Classement général \| Classement général \| \| Coureur \| Coureur \| Pays \| Équipe \| Temps \| \| ------------------ \| -------------------- \| ------------------ \| ------------------ \| ------------------ \| \| 1er \| Mathieu van der Poel \| Pays-Bas \| Corendon-Circus \| 25 h 58 min 25 s \| \| 2e \| Matteo Trentin \| Italie \| Mitchelton-Scott \| + 12 s \| \| 3e \| Jasper De Buyst \| Belgique \| Lotto-Soudal \| + 40 s \| |                      |          |                  |                  |
| |                      |          |                  |                  |
| Source : ProCyclingStats |                      |          |                  |                  |
| Classement général |                      |          |                  |                  |
| Coureur | Coureur              | Pays     | Équipe           | Temps            |
| 1er | Mathieu van der Poel | Pays-Bas | Corendon-Circus  | 25 h 58 min 25 s |
| 2e | Matteo Trentin       | Italie   | Mitchelton-Scott | + 12 s           |
| 3e | Jasper De Buyst      | Belgique | Lotto-Soudal     | + 40 s           |

### 8eétape
| \| Classement de l'étape \| Classement de l'étape \| Classement de l'étape \| Classement de l'étape \| Classement de l'étape \| \| Coureur \| Coureur \| Pays \| Équipe \| Temps \| \| --------------------- \| --------------------- \| --------------------- \| --------------------- \| --------------------- \| \| 1er \| Mathieu van der Poel \| Pays-Bas \| Corendon-Circus \| 3 h 49 min 26 s \| \| 2e \| Cees Bol \| Pays-Bas \| Team Sunweb \| + 0 s \| \| 3e \| Matteo Trentin \| Italie \| Mitchelton-Scott \| + 0 s \| |                      |          |                  |                 |
| |                      |          |                  |                 |
| Source : ProCyclingStats |                      |          |                  |                 |
| Classement de l'étape |                      |          |                  |                 |
| Coureur | Coureur              | Pays     | Équipe           | Temps           |
| 1er | Mathieu van der Poel | Pays-Bas | Corendon-Circus  | 3 h 49 min 26 s |
| 2e | Cees Bol             | Pays-Bas | Team Sunweb      | + 0 s           |
| 3e | Matteo Trentin       | Italie   | Mitchelton-Scott | + 0 s           |

## Classements finals

### Classement général final
| \| Classement général \| Classement général \| Classement général \| Classement général \| Classement général \| \| Coureur \| Coureur \| Pays \| Équipe \| Temps \| \| ------------------ \| --------------------- \| ------------------ \| ------------------ \| ------------------ \| \| 1er \| Mathieu van der Poel \| Pays-Bas \| Corendon-Circus \| 29 h 47 min 41 s \| \| 2e \| Matteo Trentin \| Italie \| Mitchelton-Scott \| + 17 s \| \| 3e \| Jasper De Buyst \| Belgique \| Lotto-Soudal \| + 50 s \| \| 4e \| Pavel Sivakov \| Russie \| Team Ineos \| + 52 s \| \| 5e \| Nils Politt \| Allemagne \| Katusha-Alpecin \| + 1 min 01 s \| \| 6e \| Gianni Moscon \| Italie \| Team Ineos \| + 1 min 01 s \| \| 7e \| Mike Teunissen \| Pays-Bas \| Team Jumbo-Visma \| + 1 min 03 s \| \| 8e \| Andrey Amador \| Costa Rica \| Movistar Team \| + 1 min 04 s \| \| 9e \| Tiesj Benoot \| Belgique \| Lotto-Soudal \| + 1 min 07 s \| \| 10e \| Amund Grøndahl Jansen \| Norvège \| Team Jumbo-Visma \| + 1 min 08 s \| |                       |            |                  |                  |
| |                       |            |                  |                  |
| Source : ProCyclingStats |                       |            |                  |                  |
| Classement général |                       |            |                  |                  |
| Coureur | Coureur               | Pays       | Équipe           | Temps            |
| 1er | Mathieu van der Poel  | Pays-Bas   | Corendon-Circus  | 29 h 47 min 41 s |
| 2e | Matteo Trentin        | Italie     | Mitchelton-Scott | + 17 s           |
| 3e | Jasper De Buyst       | Belgique   | Lotto-Soudal     | + 50 s           |
| 4e | Pavel Sivakov         | Russie     | Team Ineos       | + 52 s           |
| 5e | Nils Politt           | Allemagne  | Katusha-Alpecin  | + 1 min 01 s     |
| 6e | Gianni Moscon         | Italie     | Team Ineos       | + 1 min 01 s     |
| 7e | Mike Teunissen        | Pays-Bas   | Team Jumbo-Visma | + 1 min 03 s     |
| 8e | Andrey Amador         | Costa Rica | Movistar Team    | + 1 min 04 s     |
| 9e | Tiesj Benoot          | Belgique   | Lotto-Soudal     | + 1 min 07 s     |
| 10e | Amund Grøndahl Jansen | Norvège    | Team Jumbo-Visma | + 1 min 08 s     |